# Lista de diretores do Museu Nacional

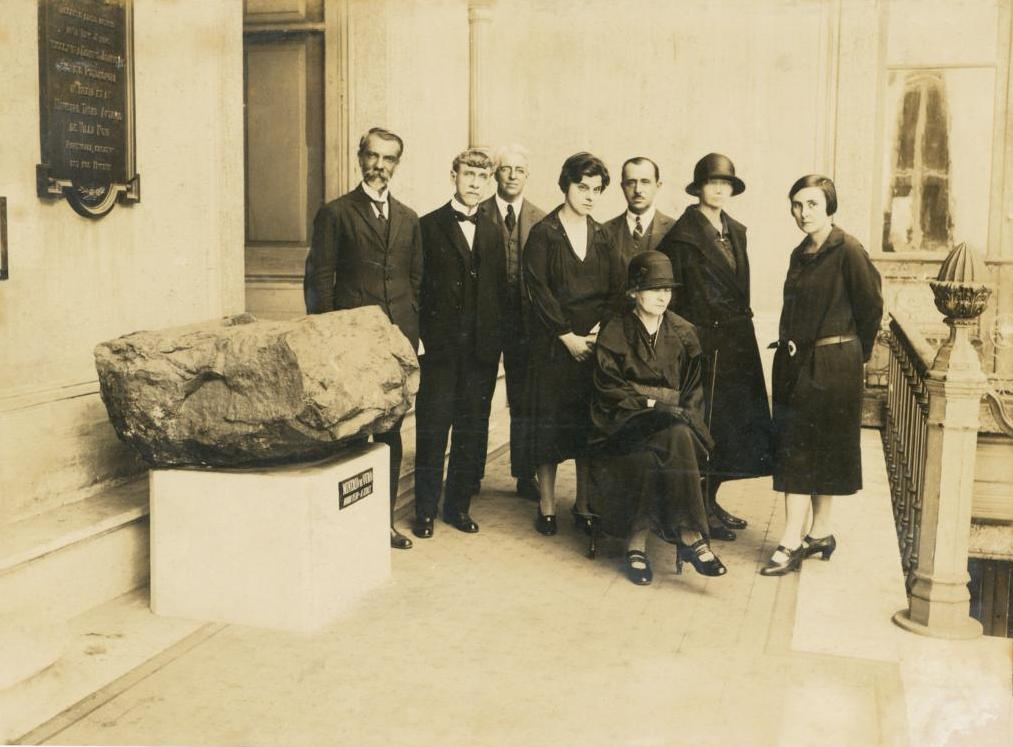
Visita de Marie Curie e de sua filha, Irene Joliot-Curie, ao Museu Nacional do Rio de Janeiro, em 2 de agosto de 1926. Estão retratados Marie Curie (sentada) e, em pé, da esquerda para a direita: Alípio de Miranda; homem não identificado; Hermillo Bourguy de Mendonça; Heloísa Alberto Torres (a primeira mulher diretora do Museu Nacional); Alberto Betim Paes Leme (diretor do Museu Nacional); Irene Joliot-Curie; e Bertha Lutz.

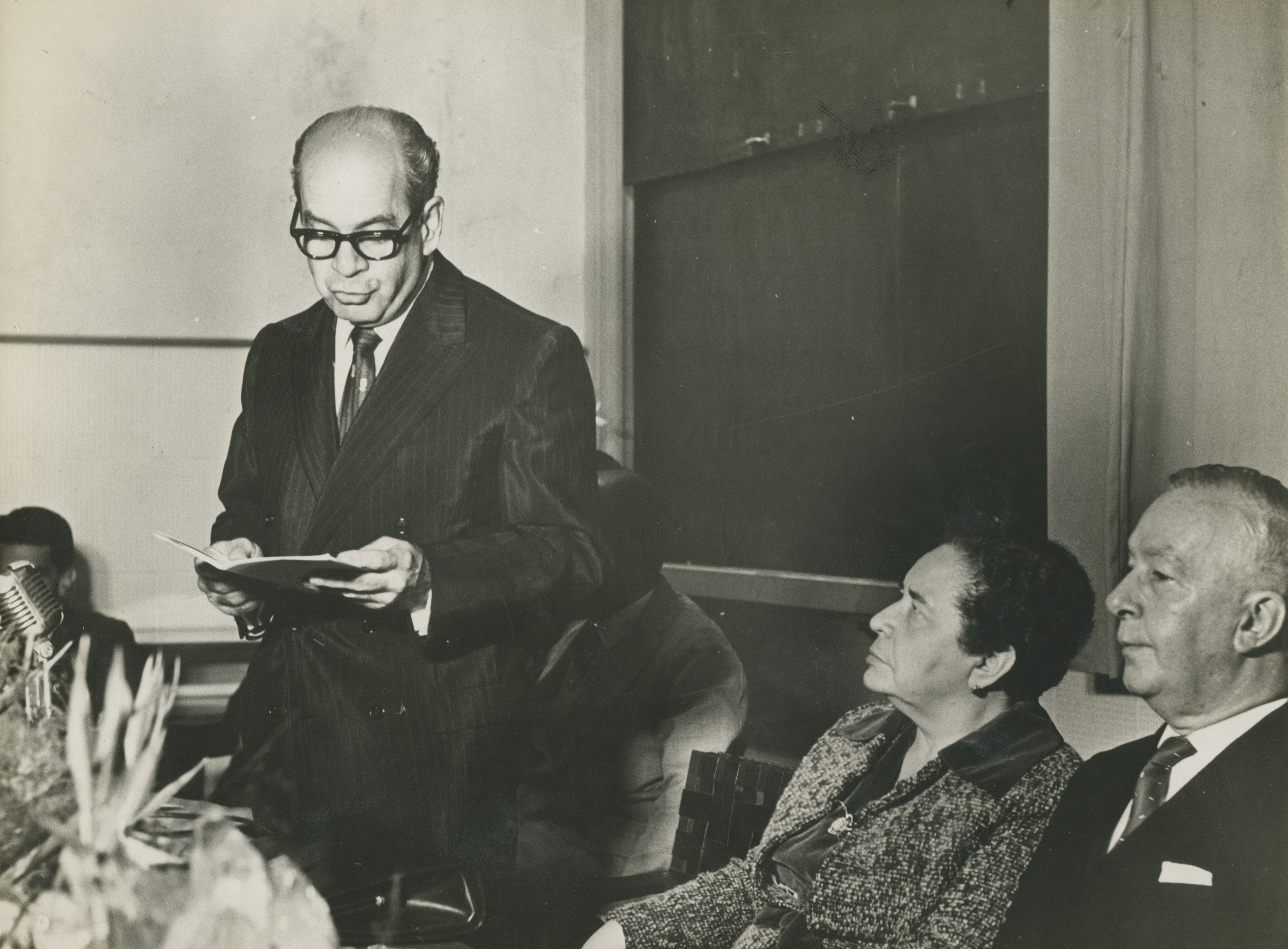
Posse de Luís de Castro Faria como diretor do Museu Nacional, em 1964.

Esta é uma lista de diretores do Museu Nacional. O Museu Nacional é uma das principais instituições científicas brasileiras.
| Nome                                   | Gestão               |
| Frei José da Costa Azevedo             | 1818-1822            |
| João de Deus e Mattos                  | 1822-1823            |
| João da Silva Caldeira                 | 1823-1827            |
| Frei Custódio Alves Serrão             | 1828-1847            |
| Frederico Leopoldo Cezar Burlamaqui    | 1847-1866            |
| Francisco Freire Alemão                | 1866-1870            |
| Ladislau de Souza Mello e Netto        | 1874-1893            |
| Amaro Ferreira das Neves-Armond        | 1892-1893            |
| Domingos José Freire Junior            | 1893-1895            |
| João Batista de Lacerda                | 1895-1915            |
| Bruno Álvares da Silva Lobo            | 1915-1923            |
| Artur Neiva                            | 1923-1926            |
| Edgard Roquette-Pinto                  | 1926-1935            |
| Alberto Betim Paes Leme                | 1935-1938            |
| Heloísa Alberto Torres                 | 1937-1955            |
| José Cândido de Mello Carvalho         | 1955-1961            |
| Newton Dias dos Santos                 | 1961-1963            |
| Luís de Castro Faria                   | 1964 -1967           |
| José Lacerda de Araújo Feio            | 1967-1971            |
| Dalcy de Oliveira Albuquerque          | 1972-1976            |
| Luis Emygdio de Mello Filho            | 1976-1980            |
| José Henrique Millan                   | 1982-1985            |
| Leda Dau                               | 1980-1982; 1986-1989 |
| Arnaldo dos Santos Campos Coelho       | 1990-1993            |
| Janira Martins Costa                   | 1994-1998            |
| Luiz Fernando Dias Duarte              | 1998-2002            |
| Sérgio Alex Kugland de Azevedo         | 2003-2010            |
| Cláudia Rodrigues Ferreira de Carvalho | 2010-2018            |
| Alexander Kellner                      | 2018-                |